# Laguna Navidad
La laguna Navidad es una laguna amazónica boliviana de agua dulce dividida entre las provincias de Cercado y Mamoré en el departamento del Beni al noroeste de Bolivia. Se encuentra a una altitud de 160 m s. n. m. y presenta unas dimensiones de 7,70 km de largo por 3,80 km de ancho y una costa de 22 km y una superficie total de 22,5 km².
Presenta una forma ovalada en dirección noreste.